# Rachias dispar
Rachias dispar är en spindelart som först beskrevs av Simon 1891.  Rachias dispar ingår i släktet Rachias och familjen Nemesiidae. Inga underarter finns listade i Catalogue of Life.